# Kristian Madsen
Mads Kristian Madsen (* 12. Februar 1893 in Bøvling; † 10. März 1988 in Holstebro) war ein dänischer Turner.

## Erfolge
Kristian Madsen nahm 1920 an den Olympischen Spielen in Antwerpen teil. Bei diesen gehörte er zur dänischen Turnriege im Wettbewerb, der nach dem sogenannten schwedischen System ausgetragen wurde. Dabei traten insgesamt drei Mannschaften an, die insgesamt elf Übungen turnten. Sechs Juroren vergaben auf einer Skala von 0 bis 20 Punkten ihre Punkte für jede Übung, wobei der Schwierigkeitsgrad der geturnten Übung miteingerechnet wurde. Eine zwölfte Wertung wurde für die Ausführung der Übungen vergeben. Der Durchschnittswert aller sechs Juroren, je zwei aus den startenden Nationen, ergab dann schließlich die Endwertung. Die belgische Riege war dem Niveau der gegnerischen Turnriegen aus Schweden und Dänemark nicht gewachsen, zumal die schwedischen und dänischen Juroren ihre eigene Mannschaft bei der Punktevergabe bevorzugten. Da auch die belgischen Juroren ihre Mannschaft nur auf Rang drei sahen, schlossen die Belgier mit 1094 Punkten den Wettbewerb folglich auf dem dritten Platz ab. Olympiasieger wurden die Schweden mit 1364 Punkten vor Dänemark mit 1325 Punkten.
Madsen gewann somit zusammen mit Johannes Birk, Frede Hansen, Frederik Hansen, Kristian Hansen, Hans Hovgaard Jakobsen, Aage Jørgensen, Alfred Frøkjær Jørgensen, Alfred Ollerup Jørgensen, Arne Jørgensen, Knud Kirkeløkke, Jens Lambæk, Kristjan Larsen, Niels Erik Nielsen, Niels Kristian Nielsen, Dynes Pedersen, Hans Pedersen, Johannes Pedersen, Peder Dorf Pedersen, Rasmus Rasmussen, Hans Christian Sørensen, Hans Laurids Sørensen, Søren Sørensen, Georg Vest und Aage Walther die Silbermedaille.